# Alfred Aufdenblatten
Alfred Aufdenblatten, född 12 november 1897 i Zermatt i Valais, död där 17 juni 1975, var en schweizisk längdskidåkare. Vid olympiska vinterspelen i Chamonix deltog han i femmilen, men bröt loppet. Det gick bättre i militärpatrull, där Aufdenblatten ingick i det schweiziska laget som tog guld.